# DSz (Inschrift)
DSz ist die Bezeichnung einer Inschrift von Dareios I. (D). Sie wurde in Susa (S) entdeckt und von der Wissenschaft mit einem Index (z) versehen. Sie liegt in elamischer Sprache vor. Später wurden einzelne altpersische Fragmente von DSf der Inschrift DSz zugewiesen und daraus eine altpersische Sprachversion konstruiert, die als unsicher gilt.

## Beschreibung
Während den Ausgrabungsarbeiten der Délégation Archéologique Française en Iran 1969–1970 unter der Leitung von Jean Perrot wurde die Inschrift DSz im Durchgang zum westlichen Hof der Apadana-Terrasse entdeckt. Der Standort wurde als in situ (am Ursprungsort) eingestuft. Die Inschrift befand sich auf einer grauen Marmortafel am Boden und bildete ein Quadrat mit einer Seitenlänge von 33,6 cm und einer Dicke von 8,7 cm. Die Tafel war auf allen sechs Seiten in elamischer Sprache beschrieben. Abgesehen von drei unleserlichen Zeichen ist die Inschrift vollständig. Sie umfasst 56 Zeilen, wovon jede Zeile ungefähr 18 Zeichen hat, und ist im Inhalt weitgehend mit der Inschrift DSf identisch.
DSz unterscheidet sich in drei Punkten von der Inschrift DSf:
- Die Entdeckung zahlreicher grammatikalischer und lexikografischer Unterschiede zur Inschrift DSf, die das Wissen über die elamische Sprache bereichert haben. Die Perfektion der Schreibweise und die Vollständigkeit des Dokuments ermöglichten, einige bisherige Fehler in der Transliteration zu korrigieren und den elamischen Wortschatz zu erweitern.
- Am Schluss der Inschrift wird die Bitte um göttlichen Schutz für den Vater von Dareios I. weggelassen.
- Die Tiefe des Fundaments mit 40 Ellen für den Palast wird weggelassen und ein einheitliches Fundament von 20 Ellen angegeben.

Marie-Joseph Steve konnte 1974 und 1987 sieben altpersische Fragmente von DSf der Inschrift DSz zuordnen und konstruierte eine altpersische Version für DSz, die aber als unsicher gilt. Zwei elamische Fragmente von DSf könnten ebenfalls zu einem oder mehreren Exemplaren von DSz gehören.
Es scheint, als ob sich die Inschrift immer noch am Ausgrabungsort („in situ“) befindet.